# Irminio
L'Irminio (Irminiu in siciliano) è un fiume della Sicilia sud-orientale.
Il fiume nasce dal Monte Lauro, principale cima dei Monti Iblei (986 m s.l.m.), che costituiscono la parte montuosa principale del sud est della Sicilia.
Il suo percorso, a carattere quasi torrentizio, si sviluppa lungo la provincia di Ragusa per 55 chilometri.
Sfocia nel Mar Mediterraneo, in località Torre Giardinelli tra Marina di Ragusa e Donnalucata, nella costa sud della Sicilia dopo avere creato lungo il suo percorso, grazie ad una diga, il Lago Santa Rosalia, bacino lacustre artificiale. Lungo il suo corso non attraversa alcun centro abitato costeggiando a fondo valle solo Giarratana e Ragusa Ibla. L'Irminio nell'ultimo secolo si è fortemente ridotto, infatti fino all'ultimo secolo esso era navigabile.
I suoi affluenti principali sono i torrenti Cava Volpe, Ciaramite, Mastratto, e nei pressi di Ragusa Ibla i torrenti San Leonardo e Santa Domenica.

## Riserve
Subito a sud della diga di Santa Rosalia è stata creata una zona lunga 2 km, denominata Oasi della Trota macrostigma in cui è vietata la pesca mentre gli ultimi 3 km del percorso del fiume attraversano la Riserva naturale Macchia Foresta del Fiume Irminio.

## Fauna
Tipico abitante di queste acque l'autoctona trota macrostigma. Altri pesci autoctoni sono l'anguilla e la cagnetta. Numerose le specie alloctone come tinca, carpa, rovella, carassio, luccio, trota fario, trota iridea, gambusia e persico trota. A monte della foce sono presenti cefalo (Mugil cephalus), Muggine calamita (Liza ramada), Muggine dorato (Liza aurata), Muggine musino (Liza saliens), Muggine labbrone (Chelon labrosus). Solo alla foce si trovano spigola (Dicentrarchus labrax) e spigola punteggiata (Dicentrarchus punctatus). 

## Storia

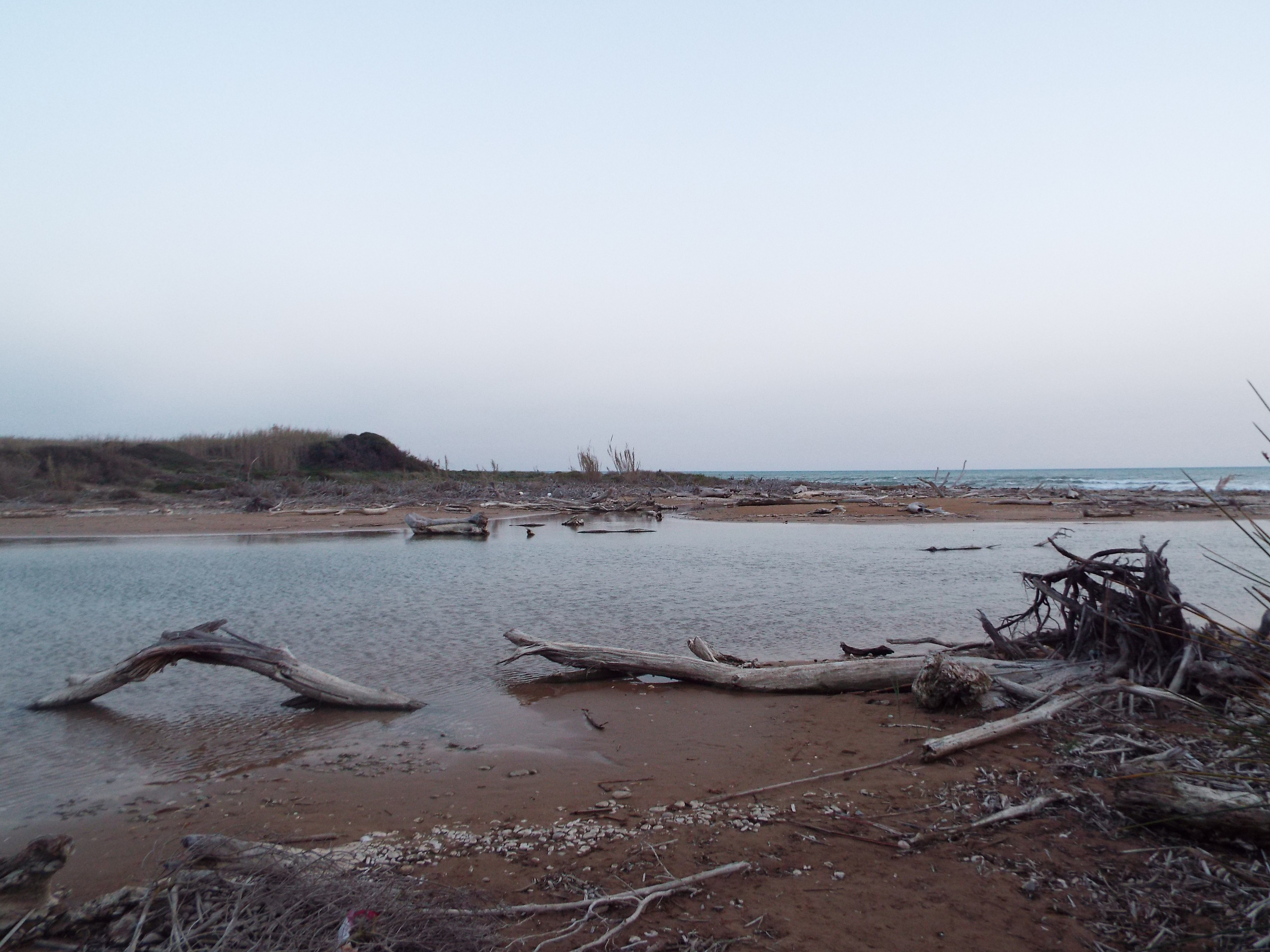
La foce del fiume

Il fiume Irminio risulta conosciuto sin dall'antichità; in latino era noto come Hirminius. Sulla riva meridionale, in contrada Maestro, tra Marina di Ragusa e Donnalucata è stato ritrovato un abitato greco risalente al V secolo a.C. a testimonianza dell'uso del fiume come porto canale. Plinio il Vecchio nel 77 con il suo libro Naturalis historia fa derivare il nome Irminio da Hermes, l'antico dio Mercurio che in queste acque si innamorò della ninfa Dafnide. Così nacque Dafni, antico pastore e inventore del canto bucolico.